# Manteau (theater)
De manteau in het theater is onderdeel van de toneellijst. Een lijst bestaat uit twee manteaus en de portaalbrug. De manteaux bevinden zich links en rechts van de lijst. Ze zijn bij de meeste theaters zowel naar binnen als naar buiten te schuiven naargelang de voorstelling hierom vraagt.
Naast het afkaderen van het toneelbeeld hebben ze ook nog een andere functie: een manteau bestaat meestal uit een stalen constructie die aan de zichtzijde voorzien is van een houten afwerking bekleed met stof. In de stalen constructie hangen spots. De manteau is dan vaak voorzien van een ladder om de spots te kunnen richten.
In de kleinere theaters is de manteau vaak een houten schot met daarachter een trussconstructie om de spots aan te hangen.